# IC 4516
IC 4516 ist eine elliptische Galaxie vom Hubble-Typ E im Sternbild Bärenhüter am Nordsternhimmel. Sie ist schätzungsweise 609 Millionen Lichtjahre von der Milchstraße entfernt.
Das Objekt wurde am 2. Juni 1898 von Lewis Swift entdeckt.